# Lindeberg (przystanek kolejowy)
Lindeberg – kolejowy przystanek osobowy w Lindeberg, w regionie Akershus w Norwegii, jest oddalony od Oslo Sentralstasjon o 32,39 km. Jest położony na wysokości 153 m n.p.m. Stacja ma połączenie z linią Gardermobanen, przebudowana w roku 1998.

## Ruch pasażerski
Leży na linii Hovedbanen. Jest elementem  kolei aglomeracyjnej w Oslo. Przez stację przebiegają pociągi linii 440 i 450.  Stacja obsługuje Oslo Sentralstasjon, Drammen, Asker, Lillestrøm i Skøyen.
| Numer | Stacja początkowa | stacja końcowa |
| ----- | ----------------- | -------------- |
| 440   | Skien             | Dal            |

Pociągi linii 440 odjeżdżają co godzinę; od Asker jadą trasą Askerbanen a między Oslo a Lillestrøm jadą trasą Gardermobanen.

## Obsługa pasażerów
Wiata, parking na 20 miejsc, parking rowerowy.